# Elisabeth van Kiev
Elisabeth van Kiev (circa 1025 - na 1066) was van 1045 tot 1066 koningin-gemalin van Noorwegen. Ze behoorde tot de Ruriken-dynastie.

## Levensloop
Elisabeth was een dochter van grootvorst Jaroslav de Wijze van Kiev uit diens huwelijk met Ingegerd, dochter van koning Olaf II van Zweden. In 1035 vroeg Harald Hardråde, een Noorse edelman die op dat moment aan het hof van Jaroslav in Novgorod diende, om de hand van Elisabeth, maar dit werd door haar vader afgewezen. Vervolgens trok Harald naar het Byzantijnse Rijk om daar rijkdom en roem te vergaren.
In 1043 ging Harald terug naar Novgorod en waagde hij een nieuwe kans om Elisabeths hand te vragen. Volgens Skald Snorri Sturluson en de saga Morkinskinna schreef hij in die periode gedichten waarin hij Elisabeth aanprees. Ditmaal ging grootvorst Jaroslav wel akkoord met een huwelijk. Harald en Elisabeth kregen zeker twee dochters: Ingegerd (overleden rond 1120), die eerst huwde met koning Olaf I van Denemarken en daarna met koning Filips van Zweden, en Maria (overleden in 1066), de echtgenote van Eystein Orre. In 1045 werd Elisabeths echtgenoot als Harald III naast Magnus I medekoning van Noorwegen. Vanaf 1047 regeerde hij alleen.
Voor Elisabeths vader was het huwelijk van Elisabeth met Harald III van grote betekenis, aangezien hij de verwantschapsrelaties tussen het Kievse Rijk en de Noorse koninklijke familie voortzette en Jaroslav daardoor zijn kansen zag stijgen om een deel van Noorwegen te bemachtigen. Ook voor Harald was de verbintenis cruciaal, gezien zijn aanspraken op de Noorse troon hierdoor verstevigd werden.
In 1066 begeleidden Elisabeth en haar dochters Harald bij diens veroveringsveldtocht in Engeland. Hij liet hen achter op de Orkneyeilanden en reisde vervolgens alleen verder naar het Engelse vasteland. Nadat Harald op 25 september dat jaar sneuvelde in de Slag bij Stamford Bridge, keerde Elisabeth niet meer terug naar het Kievse Rijk en zou ze hertrouwd geweest zijn met een Deense heerser. Het is niet duidelijk waar of wanneer ze is gestorven.
- Nationale Bibliotheek van Tsjechië: js2016931651
- Virtual International Authority File: 2711153532458948820004